# Miloš Klátik
doc. PhDr. Miloš Klátik, Ph.D. (* 3. září 1963 Komárno) je univerzitním pedagogem a bývalým generálním biskupem Evangelické církve augsburského vyznání na Slovensku
Je autorem knihy Základy dogmatiky (2004).